# 대한항공 085편 납치 오인 사건
대한항공 085편 납치 오인 사건(大韓航空085便拉致誤認事件, 영어: Korean Air Lines Flight 85)는 2001년 9월 11일, 테러로 인하여 대한항공 85편을 북미항공우주방위사령부가 납치로 오인해 강제 착륙시킨 사건이다.

## 내용
9.11 테러가 발생한 직후, 미국 정부는 모든 항공기의 미국 영공 진입을 통제하지만 대한항공 085편을 포함한 수백대의 항공기가 미국 영공 진입을 앞두고 있었고, 공황상태에 빠진 미국 정부는 모든 항공기를 무력으로 비상 착륙시킨다.
대한항공 085편은 알래스카로 향하던 도중 대한항공으로부터 긴급 전보를 받았는데, 전보에는 '뉴욕에서 비행기 납치 사건이 발생하였으니, 주의하라'라는 내용으로 특별한 지시가 없었으므로 085편 항공편의 기장과 부기장은 비행을 계속하기로 결정한다. 이 항공편에는 기장과 부기장 외에 교육을 받고 있던 수습 부기장이 타고 있었는데 전보를 받은 기장은 수습 부기장에게 비행기 납치 상황 발생시 대처 방안을 알려주기 위하여 레이다 트랜스폰더에 납치시 입력하는 기밀코드를 입력하는 방법을 알려주는 동시에 행동으로 옮기나, 실제로 보내지는 않았고 도중에 취소 버튼을 눌렀다.
하지만 테러로 인해 신경이 곤두서있던 미국 정부는 모든 채널을 통해 또 다른 테러를 막기 위하여 모든 항공기의 데이터 통신장치를 비롯한 주요 기기를 감시하고 있었는데, 이 감시망에 대한항공 085편의 납치 비밀코드 입력이 포착되었고 이로써 미국 정부는 대한항공 085편이 납치되었다는 가정 하에 캐나다 화이트호스 공군기지에 긴급 착륙하라고 지시한다. 그러나 파일럿들은 우리가 공중납치를 당하지 않았다고 답변하였지만 결국 전투기의 유도에 따라 캐나다 유콘준주 화이트호스 공군기지에 착륙한다.
당시 북미 항공 방위 사령부 측에서는 이 항공기가 공중납치된것이 최종 확인되면 격추시키라고 캐나다 당국에 지시하고, 캐나다 총리는 조종사들과 다시 통신했지만 원칙적으로 격추를 준비하겠다라고 발표하기도 했다. 다행히도 지시 90여분 후 항공기는 무사히 화이트호스 공군기지에 비상착륙하고, 캐나다 무장경찰이 항공기를 수색하는 한편, 조종사들을 심문하기도 하였으며 많은 승객들이 불편을 겪었다.

## 현재
대한항공은 현재도 KE85편을 인천국제공항 - 존 F. 케네디 국제공항 운항에 사용하지만, 더 이상 앵커리지를 경유하지 않고 있다.

## 비행
- 대한항공 085편이 서울 인천국제공항에서 이륙한다.
- 오전 8시 46분 40초(이하 전부 동부표준시), 아메리칸 항공 11편이 세계 무역 센터 북쪽 타워에 충돌한다.
- 오전 9시 2분 59초, 유나이티드 항공 175편이 세계 무역 센터 남쪽 타워에 충돌한다.[3][4]
- 오전 9시 37분 46초, 아메리칸 항공 77편이 미국 국방부에 충돌한다.[5]
- 9시 58분 59초, 세계 무역 센터 남쪽 타워가 붕괴한다.
- 오전 10시 3분 14초, 유나이티드 항공 93편이 공중에서 납치당해 워싱턴 D.C로 향하지만 추락한다.[6][7]
- 10시 10분경, 아메리칸 항공 77편에 충돌한 펜타곤 서쪽 면이 붕괴한다.
- 10시 28분 23초, 세계 무역 센터 북쪽 타워가 붕괴한다.
- 오전 11시 8분, 대한항공 085편이 공중납치를 뜻하는 납치코드를 포함한 "HJK" 메시지를 데이터 통신장치에 표시한다.
- 오후 12시, ARINC 관계자가 납치 코드 표시를 항공 방위 사령부에 통보한다.
- 오후 1시, F-15 전투기가 공군기지에서 발진한다.
- 오후 1시 24분, 대한항공 085편이 관제 센터의 요구로 트랜스폰더 코드를 납치되었음을 표시하는 범용 숫자인 7500으로 변경한다.[8]
- 오후 1시 45~2시 45분, 대한항공 85편이 납치되었다고 가정하고 알래스카에 위치한 공격대상으로 의심되는 시설의 모든 인파를 긴급 대피시킨다.
- 오후 2시 54분, 대한항공 085편이 공중 납치되지 않았음을 확인하고 캐나다 유콘의 화이트호스 공군기지에 착륙시킨다.

## 같이 보기
- 델타 항공 1989편 납치 오인 사건(영어판)